# フーリンキャットマーク
フーリンキャットマークは、アキシブ系音楽をコンセプトに活動する音楽ユニット。2012年結成。

## 概要
2014年頃よりCymbals、ピチカート・ファイブ、ROUND TABLEなど渋谷系のアーティストの影響を受け、その音楽にアニメ、オタク文化を融合させたアキシブ系音楽にそのコンセプトを変え、東方Projectのアレンジ曲、オリジナル楽曲等を制作しM3やコミケ、例大祭などの同人即売会に積極的に参加している。
2022年よりライブ活動も活発化させ、配信でのアコースティックライブや渋谷系ライブイベント「ギターポップレストラン」への出演など活動は多岐に及んでいる。

## メンバー

### 現メンバー
谷高マーク
- 作詞・作曲編曲、広報担当。静岡県浜松市出身。

鳴紗（めいしゃ）
- Vocalを担当している。2016年より活動開始。

### 旧メンバー
天川かぐ
- サークル創設メンバーのVocal。2019年より活動休止。

奏羽（そわ）
- 2024年4月-7月にVocalとして活動。

## 来歴
- 2012年 結成。東方アレンジの制作を始める。
- 2015年 秋よりオリジナル楽曲制作を開始。
- 2016年7月 Vocal鳴紗が加入。
- 2018年9月 主催ライブ「アキシブアラモード～Vol.1」を下北沢THREEにて開催。
- 2019年 天川かぐ活動休止。
- 2021年12月 「女の子ダイヤル」が「この東方アレンジが超すごいで賞」を受賞[1]。
- 2022年7月 活動10周年を迎える。
- 2024年4月 Vocal奏羽が加入。
- 2024年7月 Vocal奏羽が脱退。
- 2025年2月 アコースティックワンマンライブ「絵空ごと お魔々ごと」を下北沢mona recordsにて開催[2]。

## 作品

### アルバム
- 東方は夜の7時（2012年）※廃盤
- トランジスタマジックガール（2013年）※廃盤
- 夕闇トワ・エ・モア（2014年）※廃盤
- 星屑アン・ドゥ・トロワ（2014年）※廃盤
- デルタノートインターフェイス（2015年）※廃盤
- Personal moment (2015年)※廃盤
- ロマンティークオルタード（2015年）※廃盤
- ベイビーリトルシティ（2015年）※廃盤
- シスターアラウンド (2015年)※廃盤
- 琥珀のアルテミス（2016年）
- ミスタープリンセス（2017年）
- 幻想メルヴェイユ（2017年）
- スターライトワンピースター（2017年）
- 乙女はドッペルゲンガー（2017年）
- 恋するシャングリラ（2018年）
- ストレイキャットガール（2018年）
- ネコマチプリンセス（2018年）
- ルチア（2018年）
- マリベルマールクラシック（2018年）※廃盤
- 星の砂漠のマルクパージュ（2019年）
- コンペイトウ（2019年）
- キャプリーヌにこいして（2019年）
- サブカルテックアイドル（2019年）※秋M3-2019限定版
- デリケートベリキュート（2019年）
- よこぬまくん（2020年）
- ロングロングロンド（2020年）
- 女の子ダイヤル（2020年）
- ライバルはストロベリー（2020年）
- GREATEST CATS（2021年）
- 魔女、ときどき秋渋系（2021年）
- Cat Nap Pops（2021年）
- 東京Q都（2021年）
- Reve de la reine（2022年）
- えそらごとおままごと（2022年）
- アタシマニア（2022年）
- Girl in the Cinema（2022年）
- フェティッシュバニーガール（2023年）
- 食べられる恋（2023年）
- とべるって言って（2023年）
- アキシブターンアラウンド（2024年）
- クレプスクルム（2024年）
- ソレイユがこいしくて（2024年）
- 第三次仙人戦争（2024年）
- Heavenly game（2024年）
- LIQUID（2025年）
- 真夏のチェリーブロッサム（2025年）

### シングル
- 舞い寄る闇のレフレクシオン（2016年）
- Lovely hot spring（ニーハオ台湾Ver.）（2017年）